# علي البخيتي
علي البخيتي (10 سبتمبر 1976 -) سياسي وصحفي وكاتب يمني، كان سابقاً متحدثاً باسم جماعة الحوثي، حتى إنشق عنهم، وتنقل بين السعودية والأردن ولبنان ويعيش حالياً في المملكة المتحدة، وكتب عدة مقالات سياسية نشرت على مواقع متعددة، وكان مقرباً من الرئيس اليمني السابق علي عبد الله صالح، وظهر في مئات المقابلات على قنوات إخبارية شهيرة. هاجم الحوثيين وممارساتهم في اليمن، وعلى إثرها تعرض هو وأقربائه لمضايقات وتهديدات من قبلهم. في عام 2019 انتقد البخيتي الإسلام وأحكامه، وأعلن عن كونه لادينياً.

## نبذة
تلقى التعليم الابتدائي في مدينة ذمار وسط اليمن، ثم انتقل بعدها لدراسة الثانوية في ثانوية الفاروق في مدينة تعز، وانتقل بعدها إلى صنعاء للدراسة الجامعية في كلية الحقوق وحصل فيها على ليسانس في الحقوق.
ولد في عام 1976 انتمائه إلى الجناح اليساري برز في ثورة الربيع العربي في اليمن كمتحدث باسم ساحة التغيير في صنعاء ثم شارك بعدها مع الحوثيين عضواً لمكتبهم السياسي وفي 2015 وبعد دخول الحوثيين للعاصمة صنعاء إنشق عنهم وسافر إلى السعودية لمساندتها في عملياتها العسكرية في اليمن.

## البخيتي والأديان
| علي البخيتي     | منصة إكس |
| ‎@Ali_Albukhaiti |          |

             (بالعربية: أحب محمد "النبي" وأصحابه لأنهم شغلوا عقولهم وخرجوا على مألوفهم فصنعوا التاريخ، وأمقت من جمدوا عقولهم بعد ذلك على تلك الأفكار منذ ١٤٠٠ عام، لو ظهر محمد اليوم لكان أول من حارب خرافة الدين وأولها الإسلام ☪️، ولكان من أشد المؤمنين بالإعلان العالمي لحقوق الإنسان. #الأديان_صناعة_بشرية)
         

        Feb 05, 2021

في عام 2015 كان البخيتي ينتقد بعض الأفكار الدينية، فمثلاً في قال منشورٍ له على صفحته على فيس بوك: «منذ 1400 ونحن نبحث عن الإسلام الصحيح، وكلٌ يدعي صحة فهمه له... اقترح أن نقبل بالعلمانية حتى نجد الإسلام الصحيح». بعد عام 2019 هاجم البخيتي الأديان ككل على صفحاته على مواقع التواصل الاجتماعي، وانتقد تعاليمها وأفكارها.